# Aéroport international Général José Antonio Anzoátegui
L'aéroport international Général José Antonio Anzoátegui (code IATA : BLA • code OACI : SVBC) est un aéroport qui dessert la ville de Barcelona dans l'État d'Anzoátegui, au Venezuela.

## Situation
| Barcelona Barquisimeto Caracas Ciudad · Bolívar Ciudad Guayana Mérida Coro Cumaná El Vigía Maracaibo Porlamar Puerto · Ayacucho Punto Fijo San Fernando de Apure San Tomé Valencia Los Roques La Fría Maturín Canaima |

## Compagnies et destinations
| Compagnies      | Destinations                        |
| --------------- | ----------------------------------- |
| Avior Airlines  | Caracas-Maiquetía                   |
| Conviasa        | Porlamar-Del Caribe Santiago Mariño |
| Copa Airlines   | Panama-Tocumen                      |
| LASER Airlines  | Caracas-Maiquetía                   |
| RUTACA Airlines | Caracas-Maiquetía                   |

Édité le 20/10/2017. Actualisé le 6/12/2023.